# El Pollo Dorado
El Pollo Dorado fue un restaurante ubicado en el subterráneo del edificio situado en la intersección de Estado y Agustinas, en la ciudad de Santiago, Chile. Inaugurado en 1949, tuvo una gran actividad cultural al ofrecer variadas presentaciones musicales hasta su cierre en la década de 1970.

## Historia
Fue inaugurado en 1949, y ocupó el mismo espacio donde funcionó desde 1942 la boite La Quintrala; su propietario era Mario Fiora Sarmiento, quien también poseía un restaurante en Providencia 1148, y posteriormente Salvador Salomón se convertiría en su dueño. Se caracterizaba por ofrecer su comida típica, el pollo dorado, y por las presentaciones que hacían en el local diversos artistas y conjuntos de tonadas y cuecas, lo que le valió el apodo de «el fogón de la chilenidad».
A finales de la década de 1950 el restaurante comenzó a editar LP, y a mediados de los años 1960 publicó el LP Una noche en El Pollo Dorado, con el presentador Enrique Fernández, y los artistas José Véliz, Carmen Vengas y Los Campesinos, Mirtha Carrasco y Los Granjeros, y María del Campo y Los Capataces. En la película de 1968 Ayúdeme usted compadre, aparece el establecimiento en la escena en la cual Los Perlas interpretan la canción El pobre pollo.
El restaurante debió cerrar sus puertas debido al toque de queda establecido por la dictadura militar en la década de 1970.